# 129 до н. е.

## Події

### У Римі
- Консулами Римської республіки були обрані Маній Аквілій та Гай Семпроній Тудітан.
- Було завершено розгром повстання в Пергамі, а самозваний пергамський цар Арістонік був захоплений та закатований у Римі.

### Астрономічні явища
- 27 травня. Кільцеподібне сонячне затемнення.[1]
- 20 листопада. Повне сонячне затемнення.[1]

## Померли
- Карнеад — давньогрецький філософ.
- Арістонік, самозваний цар Пергаму, керівник антиримського повстання
- Марк Перперна, римський консул.
- Публій Корнелій Сципіон Еміліан Африканський Молодший, римський політик і полководець, на думку низки сучасників, убитий.
- Антіох VII, басилевс Держави Селевкідів.